# Tàu điện ngầm Seoul tuyến 9
Tàu điện ngầm Seoul tuyến số 9 (Tiếng Hàn: 서울 지하철 9호선 Seoul Jihacheol Guhoseon, Hanja: 서울 地下鐵 9號線) là tuyến tàu điện ngầm Seoul nối Ga Gaehwa ở Gangseo-gu, Seoul và Ga Bệnh viện Cựu chiến binh Trung ương ở Gangdong-gu, Seoul quản lý bởi Tổng công ty tàu điện ngầm Seoul tuyến 9 và Tổng công ty Vận tải Seoul. Ban đầu dự kiến mở cửa vào 12 tháng 6 năm 2009, nhưng tuyến thực sự mở cửa 24 tháng 7 năm 2009 để đảm bảo rằng tuyến hoàn toàn có thể đưa vào sử dụng. Tuyến 9 được xây dựng theo chuẩn đường sắt đôi, nhưng đường ray được tăng lên 4 đường tại một vài nhà ga để cho phép tàu tốc hành có thể bỏ qua chuyến tàu địa phương. Tàu tốc hành chạy 5 lần mỗi giờ ở mỗi chiều. Màu được sử dụng cho tuyến là màu ■ Vàng kim loại.
Đây là tuyến tàu điện ngầm tư nhân đầu tiên ở Hàn Quốc, điều hành bởi công ty liên doanh Hyundai Rotem và Veolia Transport, một công ty Pháp.

## Tổng quan
Toàn tuyến dài 40,9 km kết nối Ga Gaehwa với Ga Bệnh viện Cựu chiến binh Trung ương, Đoạn Gangseo giai đoạn 1 (Ga Gaehwa - Ga Sinnonhyeon) được khai trương vào ngày 24 tháng 7 năm 2009, đoạn Gangnam giai đoạn thứ hai (Ga Sinnonhyeon - Ga Liên hợp thể thao) được khai trương vào ngày 28 tháng 3 năm 2015. Việc xây dựng đoạn Gangdong giai đoạn 3 bắt đầu vào ngày 21 tháng 12 năm 2009 cho đoạn 5,94 km giữa Ga Liên hợp thể thao và Ga Công viên Olympic, và đoạn 3,2 km giữa Ga Công viên Olympic và Ga Bệnh viện Cựu chiến binh Trung ương vào ngày 23 tháng 8 năm 2010. Vào ngày 1 tháng 12 năm 2018 tất cả các đoạn của Tuyến 9 cuối cùng đã được đi vào hoạt động.
Toàn bộ tuyến đường thuộc sở hữu của Chính quyền thành phố Seoul. Tổng công ty tàu điện ngầm Seoul tuyến 9 sẽ chịu trách nhiệm thực hiện dự án và quản lý vận hành phương tiện, vận hành bảo trì đường ray cũng như quản lý nhà ga đoạn Gangseo (Gaehwa ~ Shinnonhyeon) trong 30 năm. Còn việc hoạt động quản lý nhà ga và bảo trì đường ray ở các đoạn Gangnam và Gangdong, (Eonju ~ Bệnh viện Cựu chiến binh Trung ương) được giao cho Tổng công ty Vận tải Seoul.

## Lịch sử
- 3 tháng 4 năm 2002: Khởi công xây dựng giai đoạn 1 Depot Gimpo - Ngã tư Kyobo Tower
- 18 tháng 9 năm 2008: Tên ga giai đoạn 1 được xác nhận là Gaehwa ~ Sinnonhyeon[12]
- 1 tháng 1 năm 2009: Khởi công xây dựng giai đoạn 2 dài 4,5km giữa Sinnonhyeon - Liên hợp thể thao.
- 28 tháng 5 năm 2009 : Đổi từ Ga Dongjak sang Ga Dongjak (Nghĩa trang quốc gia)[13]
- 24 tháng 7 năm 2009 : Khai trương giai đoạn 1 Gaehwa - Sinnonhyeon (trừ Ga Magongnaru).
- 21 tháng 12 năm 2009: Khởi công dự án thành phần 1 giai đoạn 3, Liên hợp thể thao - Công viên Olympic dài 5,94km
- 5 tháng 4 năm 2010: Thay đổi điểm cuối của kế hoạch, kéo dài 1,5 km từ Bangi (Oryun-dong) đến Dunchon-dong (Bệnh viện Cựu chiến binh)[14].
- 23 tháng 8 năm 2010 : Khởi công xây dựng dự án thành phần 2 Giai đoạn 3, Đoạn Công viên Olympic - Bệnh viện Cựu chiến binh Trung ương ở Dunchon-dong dài 3,2 km
- 24 tháng 5 năm 2014: Ga Magongnaru khai trương
- 1 tháng 8 năm 2014: Seoul Metro được chọn là đơn vị vận hành giai đoạn 2 và giai đoạn 3[15]
- 18 tháng 12 năm 2014: Xác nhận tên ga giai đoạn 2[16]
- 1 tháng 3 - 20 tháng 3 năm 2015: Vận hành thử nghiệm giai đoạn 2[17]
- 28 tháng 3 năm 2015: Khai trương Giai đoạn 2 Sinnonhyeon - Liên hợp thể thao
- 2 tháng 4 năm 2015: Thành lập Tổng công ty tàu điện ngầm Seoul tuyến 9, một công ty con của Seoul Metro (nay là Tổng công ty Vận tải Seoul), với tư cách là nhà điều hành cho giai đoạn 2 và giai đoạn 3.
- 31 tháng 10 năm 2015: Mở lối đi chuyển tuyến tại Ga Noryangjin (Tàu điện ngầm vùng thủ đô Seoul tuyến 1)
- 30 tháng 12 năm 2017: Ba chuyến tàu tốc hành 6 toa bắt đầu hoạt động giữa Sân bay Quốc tế Gimpo và Liên hợp thể thao vào các ngày trong tuần[18]
- 22 tháng 1 ~ 26 tháng 1 năm 2018: Bắt đầu chạy thử toàn diện chuẩn bị khai trương giai đoạn 3[19]
- 9 tháng 8 năm 2018: Xác nhận tên ga giai đoạn 3[20]
- 11 tháng 8 - 5 tháng 11 năm 2018: Chạy thử nghiệm kinh doanh giai đoạn 3
- 28 tháng 11 năm 2018: Hoạt động giai đoạn 2 được chuyển đổi từ hoạt động được ủy quyền lại của Tổng công ty tàu điện ngầm Seoul tuyến 9 sang do Tổng công ty Vận tải Seoul trực tiếp quản lý và Giai đoạn 3 cũng do Tổng công ty Vận tải Seoul trực tiếp quản lý.[21]
- 1 tháng 12 năm 2018: Khai trương giai đoạn 3 Liên hợp thể thao - Bệnh viện Cựu chiến binh Trung ương [22]
- 26 tháng 12 năm 2019: Tên ga được đổi từ Ga Magongnaru thành Ga Magongnaru (Vườn bách thảo Seoul)[23]
- 31 tháng 8 năm 2021 : Bắt đầu xây dựng Giai đoạn 4
- 1 tháng 7 năm 2023: Ga sân bay Quốc tế Gimpo trên Tuyến Seohae mở cửa
- Năm 2028 : Dự kiến kéo dài Tàu điện ngầm Seoul tuyến 9 hướng tới Ga Pungyang.

## Chi phí xây dựng
Giai đoạn 1 của công trình trị giá 900 tỉ won (tương đương với 827 triệu đô la Mỹ), 480 tỉ trong đó gộp lại từ 12 doanh nghiệp và phần còn lại của thành phố Seoul và chính phủ quốc gia.

## Bản đồ tuyến
|  |  |  |  |  |

|  |  |  |  |  |

|  |  |  |  |  |

|  |  |  |  |  |

|  |  |  |  |  |

|  |  |  |  |  |

|  |  |  |  |  |

|  |  |  |  |  |  |  |

|  |  |  |  |  |

|  |  |  |  |  |  |  |

|  |  |  |  |  |

|  |  |  |

|  |  |  |

|  |  |  |  |  |

|  |

|  |

|  |

|  |

|  |

|  |

|  |

|  |  |  |  |  |

|  |  |  |

|  |

|  |  |  |

|  |  |  |

|  |  |  |

|  |  |  |  |  |

|  |  |  |

|  |  |  |

|  |

|  |  |  |

|  |  |  |

|  |  |  |  |  |

|  |

|  |  |  |  |  |

|  |  |  |  |  |

|  |  |  |  |  |  |  |

|  |  |  |  |  |

|  |  |  |  |  |

|  |

|  |  |  |

|  |

|  |  |  |

|  |

|  |

|  |  |  |  |  |

|  |  |  |

|  |

|  |

|  |  |  |

|  |

|  |

|  |  |  |

|  |  |  |

|  |  |  |

|  |

|  |

|  |

|  |

|  |  |  |  |  |

|  |  |  |  |  |

|  |  |  |  |  |

|  |  |  |  |  |

|  |  |  |  |  |

|  |  |  |  |  |

|  |  |  |  |  |

|  |  |  |  |  |  |  |

|  |  |  |  |  |

|  |  |  |  |  |  |  |

|  |  |  |  |  |

|  |  |  |

|  |  |  |

|  |  |  |  |  |

|  |

|  |

|  |

|  |

|  |

|  |

|  |

|  |  |  |  |  |

|  |  |  |

|  |

|  |  |  |

|  |  |  |

|  |  |  |

|  |  |  |  |  |

|  |  |  |

|  |  |  |

|  |

|  |  |  |

|  |  |  |

|  |  |  |  |  |

|  |

|  |  |  |  |  |

|  |  |  |  |  |

|  |  |  |  |  |  |  |

|  |  |  |  |  |

|  |  |  |  |  |

|  |

|  |  |  |

|  |

|  |  |  |

|  |

|  |

|  |  |  |  |  |

|  |  |  |

|  |

|  |

|  |  |  |

|  |

|  |

|  |  |  |

|  |  |  |

|  |  |  |

|  |

|  |

|  |

|  |

## Ga
●: Tuyến tốc hành dừng lại

|: Tuyến tốc hành không dừng
| Số ga | Tên ga                                                 | Tên ga                   | Tên ga                | Tốc hành | Chuyển tuyến             | Khoảng cách | Tổng khoảng cách | Vị trí | Vị trí          |
| Số ga | Tiếng Anh                                              | Hangul                   | Hanja                 | Tốc hành | Chuyển tuyến             | Khoảng cách | Tổng khoảng cách | Vị trí | Vị trí          |
| ----- | ------------------------------------------------------ | ------------------------ | --------------------- | -------- | ------------------------ | ----------- | ---------------- | ------ | --------------- |
| 901   | Gaehwa                                                 | 개화                     | 開花                  | -        |                          | 0.0         | 0.0              | Seoul  | Gangseo-gu      |
| 902   | Sân bay Quốc tế Gimpo                                  | 김포공항                 | 金浦空港              | ●        | (512) (A05) (G109) (S13) | 3.6         | 3.6              | Seoul  | Gangseo-gu      |
| 903   | Chợ sân bay                                            | 공항시장                 | 空港市場              | \|       |                          | 0.8         | 4.4              | Seoul  | Gangseo-gu      |
| 904   | Sinbanghwa                                             | 신방화                   | 新傍花                | \|       |                          | 0.8         | 5.2              | Seoul  | Gangseo-gu      |
| 905   | Magongnaru (Vườn bách thảo Seoul)                      | 마곡나루 (서울식물원)    | 麻谷나루 (서울植物園) | ●        | (A042)                   | 0.9         | 6.1              | Seoul  | Gangseo-gu      |
| 906   | Yangcheon Hyanggyo                                     | 양천향교                 | 陽川鄕校              | \|       |                          | 1.4         | 7.5              | Seoul  | Gangseo-gu      |
| 907   | Gayang (Bệnh viên Bumin)                               | 가양 (부민병원)          | 加陽                  | ●        |                          | 1.3         | 8.8              | Seoul  | Gangseo-gu      |
| 908   | Jeungmi                                                | 증미                     | 曾米                  | \|       |                          | 0.7         | 9.5              | Seoul  | Gangseo-gu      |
| 909   | Deungchon (Đại học Gangseo)                            | 등촌 (강서대학교)        | 登村                  | \|       |                          | 1.0         | 10.5             | Seoul  | Gangseo-gu      |
| 910   | Yeomchang                                              | 염창                     | 鹽倉                  | ●        |                          | 0.9         | 11.4             | Seoul  | Gangseo-gu      |
| 911   | Sinmokdong                                             | 신목동                   | 新木洞                | \|       |                          | 0.9         | 12.3             | Seoul  | Yangcheon-gu    |
| 912   | Seonyudo                                               | 선유도                   | 仙遊島                | \|       |                          | 1.2         | 13.5             | Seoul  | Yeongdeungpo-gu |
| 913   | Dangsan                                                | 당산                     | 堂山                  | ●        | (237)                    | 1.0         | 14.5             | Seoul  | Yeongdeungpo-gu |
| 914   | Quốc hội (Ngân hàng Công nghiệp KDB)                   | 국회의사당 (KDB산업은행) | 國會議事堂            | \|       |                          | 1.5         | 16.0             | Seoul  | Yeongdeungpo-gu |
| 915   | Yeouido (Shinhan Securities)                           | 여의도 (신한투자증권)    | 汝矣島                | ●        | (526)                    | 0.9         | 16.9             | Seoul  | Yeongdeungpo-gu |
| 916   | Saetgang (KB Financial Town)                           | 샛강 (KB금융타운)        | 샛강 (KB금융타운)     | \|       | (S401)                   | 0.8         | 17.7             | Seoul  | Yeongdeungpo-gu |
| 917   | Noryangjin                                             | 노량진                   | 鷺梁津                | ●        | (136)                    | 1.2         | 18.9             | Seoul  | Dongjak-gu      |
| 918   | Nodeul                                                 | 노들                     | 노들                  | \|       |                          | 1.1         | 20.0             | Seoul  | Dongjak-gu      |
| 919   | Heukseok (Đại học Chung-Ang)                           | 흑석 (중앙대입구)        | 黑石 (中央大入口)     | \|       |                          | 1.1         | 21.1             | Seoul  | Dongjak-gu      |
| 920   | Dongjak (Nghĩa trang Quốc gia Seoul)                   | 동작 (현충원)            | 銅雀 (顯忠院)         | ●        | (431)                    | 1.4         | 22.5             | Seoul  | Dongjak-gu      |
| 921   | Gubanpo                                                | 구반포                   | 舊盤浦                | \|       |                          | 1.0         | 23.5             | Seoul  | Seocho-gu       |
| 922   | Sinbanpo                                               | 신반포                   | 新盤浦                | \|       |                          | 0.7         | 24.2             | Seoul  | Seocho-gu       |
| 923   | Xe buýt tốc hành                                       | 고속터미널               | 高速터미널            | ●        | (339) (734)              | 0.8         | 25.0             | Seoul  | Seocho-gu       |
| 924   | Sapyeong                                               | 사평                     | 砂平                  | \|       |                          | 1.1         | 26.1             | Seoul  | Seocho-gu       |
| 925   | Sinnonhyeon                                            | 신논현                   | 新論峴                | ●        | (D06)                    | 0.9         | 27.0             | Seoul  | Gangnam-gu      |
| 926   | Eonju (Bệnh viện Gangnam CHA)                          | 언주 (강남차병원)        | 彦州                  | \|       |                          | 0.8         | 27.8             | Seoul  | Gangnam-gu      |
| 927   | Seonjeongneung                                         | 선정릉                   | 宣靖陵                | ●        | (K214)                   | 0.9         | 28.7             | Seoul  | Gangnam-gu      |
| 928   | Samseongjungang                                        | 삼성중앙                 | 三成中央              | \|       |                          | 0.8         | 29.5             | Seoul  | Gangnam-gu      |
| 929   | Bongeunsa                                              | 봉은사                   | 奉恩寺                | ●        |                          | 0.8         | 30.3             | Seoul  | Gangnam-gu      |
| 930   | Liên hợp thể thao                                      | 종합운동장               | 綜合運動場            | ●        | (218)                    | 1.4         | 31.7             | Seoul  | Songpa-gu       |
| 931   | Samjeon                                                | 삼전                     | 三田                  | \|       |                          | 1.4         | 33.1             | Seoul  | Songpa-gu       |
| 932   | Seokchon Gobun                                         | 석촌고분                 | 石村古墳              | \|       |                          | 0.8         | 33.9             | Seoul  | Songpa-gu       |
| 933   | Seokchon                                               | 석촌                     | 石村                  | ●        | (815)                    | 1.0         | 34.9             | Seoul  | Songpa-gu       |
| 934   | Songpanaru                                             | 송파나루                 | 松坡나루              | \|       |                          | 0.8         | 35.7             | Seoul  | Songpa-gu       |
| 935   | Hanseong Baekje                                        | 한성백제                 | 漢城百濟              | \|       |                          | 0.8         | 36.5             | Seoul  | Songpa-gu       |
| 936   | Công viên Olympic (Đại học Thể thao Quốc gia Hàn Quốc) | 올림픽공원 (한국체대)    | 올림픽公園 (韓國體大) | ●        | (P550)                   | 1.4         | 37.9             | Seoul  | Songpa-gu       |
| 937   | Dunchon Oryun                                          | 둔촌오륜                 | 遁村五輪              | \|       |                          | 1.0         | 38.9             | Seoul  | Gangdong-gu     |
| 938   | Bệnh viện cựu chiến binh Trung ương                    | 중앙보훈병원             | 中央報勳病院          | ●        |                          | 1.7         | 40.6             | Seoul  | Gangdong-gu     |

## Ga trung chuyển
- 902 Ga sân bay Quốc tế Gimpo -  Tuyến 5 /  Đường sắt sân bay /  Gimpo Goldline /  Tuyến Seohae
- 905 Ga Magongnaru -   Đường sắt sân bay
- 913 Ga Dangsan -   Tuyến 2
- 915 Ga Yeouido -   Tuyến 5
- 916 Ga Saetgang -   Tuyến Sillim
- 917 Ga Noryangjin -   Tuyến 1
- 920 Ga Dongjak -   Tuyến 4
- 923 Ga Xe buýt tốc hành -   Tuyến 3 /   Tuyến 7
- 925 Ga Sinnonhyeon -   Tuyến Shinbundang
- 927 Ga Seonjeongneung -   Tuyến Suin–Bundang
- 930 Ga Liên hợp thể thao -   Tuyến 2
- 933 Ga Seokchon -   Tuyến 8
- 936 Ga Công viên Olympic -   Tuyến 5

## Vị trí
| Vận hành                                 | Vị trí          | Đoạn                                                            | Số ga |
| ---------------------------------------- | --------------- | --------------------------------------------------------------- | ----- |
| Tổng công ty tàu điện ngầm Seoul tuyến 9 | Gangseo-gu      | Gaehwa (901) ~ Yeomchang (910)                                  | 10    |
| Tổng công ty tàu điện ngầm Seoul tuyến 9 | Yangcheon-gu    | Sinmokdong (911)                                                | 1     |
| Tổng công ty tàu điện ngầm Seoul tuyến 9 | Yeongdeungpo-gu | Seonyudo (912) ~ Saetgang (916)                                 | 5     |
| Tổng công ty tàu điện ngầm Seoul tuyến 9 | Dongjak-gu      | Noryangjin (917) ~ Dongjak (920)                                | 4     |
| Tổng công ty tàu điện ngầm Seoul tuyến 9 | Seocho-gu       | Gubanpo (921) ~ Sapyeong (924)                                  | 4     |
| Tổng công ty tàu điện ngầm Seoul tuyến 9 | Gangnam-gu      | Sinnonhyeon (925)                                               | 5     |
| Tổng công ty Vận tải Seoul               | Gangnam-gu      | Eonju (926) ~ Bongeunsa (929)                                   | 5     |
| Tổng công ty Vận tải Seoul               | Songpa-gu       | Liên hợp thể thao (930) ~ Công viên Olympic (936)               | 7     |
| Tổng công ty Vận tải Seoul               | Gangdong-gu     | Dunchon Oryun (937) ~ Bệnh viện cựu chiến binh Trung ương (938) | 2     |

## Mở rộng

### Phần mở rộng của phần Gangdong
Cư dân Gangdong-gu, Seoul đang yêu cầu mở rộng thêm Tuyến số 9 đến khu vực Gangdong. Về vấn đề này, Gangdong-gu, Seoul đã quyết định thuyết phục Chính phủ và Seoul mở rộng Tuyến số 9 đến Ga Godeok trên Tuyến số 5 như một dự án ưu tiên. Vào ngày 23 tháng 7 năm 2009, Chính quyền Thủ đô Seoul và hội đồng thành phố đã xác nhận kế hoạch kéo dài 1,5 km từ Ga Dunchon Oryun đến Ga Bệnh viện cựu chiến binh Trung ương làm ga cuối. Sau đó vào năm 2016, nó đã được quyết định mở rộng qua Ga Godeok đến Ga Công viên Samteo (tên dự kiến) theo nhu cầu của khu vực Gangdong-gu. Cuối tháng 7 năm 2018, thành phố Seoul bắt đầu thiết lập kế hoạch cơ bản cho phần mở rộng giai đoạn 4.

## Liên kết
- Trang chủ Công ty Tàu điện ngầm Seoul tuyến 9
- Tàu điện ngầm Seoul dưới lòng đất: Du lịch chính thức (tiếng Anh) Lưu trữ ngày 20 tháng 4 năm 2010 tại Wayback Machine
- Trang Tàu điện ngầm Chính phủ Seoul tuyến 9 Lưu trữ ngày 5 tháng 9 năm 2005 tại Wayback Machine (tiếng Hàn) bao gồm bản đồ tuyến, tình trạng thông tin và liên kết đến trang công ty quản lý công trình
- Trang tàu điện ngầm Seoul của UrbanRail.Net Lưu trữ ngày 30 tháng 8 năm 2005 tại Wayback Machine
- Tuyến tàu điện ngầm mới kết nối sân bay Gimpo đến phía Nam Seoul Lưu trữ ngày 16 tháng 6 năm 2012 tại Wayback Machine
- Bản đồ SMRT, ga và tìm tuyến Lưu trữ ngày 14 tháng 4 năm 2012 tại Wayback Machine